# 마법사의 제자
《마법사의 제자》(The Sorcerer's Apprentice)는 미국에서 제작된 존 터틀타웁 감독의 2010년 액션, 모험, 코미디, 드라마, 판타지 영화이다. 니콜라스 케이지 등이 주연으로 출연하였고 제리 브룩하이머 등이 제작에 참여하였다. 판타지아 영화제에서 2010년 7월 8일 첫 개봉되었고, 정식적으로는 월트 디즈니 픽처스에 의해 2010년 7월 14일 개봉되었다.

## 출연

### 주연
- 니콜라스 케이지

### 조연
- 제이 바루첼
- 알프리드 몰리나
- 모니카 벨루치
- 토비 켑벨

## 기타
- 원작자: 요한 볼프강 괴테
- 프로듀서: 브라이험 테일러
- 미술: 나오미 쇼핸
- 세트: 조지 드티타 주니어
- 의상: 마이클 카플란
- 배역: 론나 크레스

## 음악
음악은 트레버 래빈에 의해 작곡되었다. 2010년 7월 6일 발매되었다.
1. "Sorcerer's Apprentice" (3:14)
2. "Story of the Prime Merlinian" (4:02)
3. "Note Chase" (0:39)
4. "Dave Revives Balthazar" (2:41)
5. "Classroom" (1:25)
6. "The Urn" (1:39)
7. "The Grimhold" (1:39)
8. "Morgana Fight" (2:59)
9. "The Ring" (1:43)
10. "Walk in the Rain" (0:43)
11. "Merlin Circle" (2:01)
12. "Dave Has Doubts" (0:53)
13. "Becky and Dave on Rooftop" (1:24)
14. "Car Chase" (3:54)
15. "Seeing Veronica" (0:55)
16. "Story of Veronica" (1:44)
17. "Horvath Made Off With the Grimhold" (1:13)
18. "Kiss from Becky" (0:33)
19. "Bull Fight" (2:10)
20. "Balthazar Saves Veronica" (1:13)
21. "Sorcerer’s Apprentice Suite" (2:28)
22. "Fantasia Original Demo" (4:50)